# Fehérarcú cinegeasztrild
A fehérarcú cinegeasztrild (Nesocharis capistrata) a madarak osztályának a verébalakúak (Passeriformes) rendjébe, ezen belül a díszpintyfélék (Estrildidae) családjába tartozó faj.

## Rendszerezése
A fajt Gustav Hartlaub német ornitológus írta le 1861-ben, a Pytelia nembe Pytelia capistrata néven. Egyes szervezetek szerint  a Delacourella nem egyetlen faja, Delacourella capistrata néven.

## Előfordulása
Afrika nyugati és középső részén, Benin, Bissau-Guinea, Burkina Faso, Csád, Dél-Szudán, Elefántcsontpart, Gambia, Ghána, Guinea, Kamerun, a Közép-afrikai Köztársaság, a Kongói Demokratikus Köztársaság, Mali, Nigéria, Sierra Leone, Togo és Uganda területén honos.
Természetes élőhelyei a szubtrópusi és trópusi szavannák és cserjések, lápok,  mocsarak, folyók és patakok környékén. Állandó, nem vonuló faj.

## Megjelenése
Testhossza 14 centiméter.  a nemek egyformák. A fejtető, a nyak és a test alsó része barnás árnyalatú szürke. A homlok, a kantár, a fejoldalak fehérek. A hát, a szárnyfedők, a hasoldalak zöldessárgák, a szem vörös, a csőr fekete

## Természetvédelmi helyzete
Az elterjedési területe nagyon nagy, egyedszáma pedig stabil. A Természetvédelmi Világszövetség Vörös listáján nem fenyegetett fajként szerepel.